# 아툼
아툼(Atum, Atem, Tem, Temu, Tum)은 가끔씩 아템 또는 템이라고 불리며, 이집트 신화의 남신이자 창조신이다.

## 이름
아툼의 이름(Atum)은 '완성' 또는 '끝내다'를 의미하는 고대 이집트어 동사인 'tm'에서 유래된 것으로 간주한다. 그는 '완전한 자'와 '세계의 완성자'로 여겨졌는데, 그가 창조의 순환을 마치고 다시 혼돈의 물 속으로 돌아갔기 때문인 것으로 알려져 있다. 그는 창조주로서 세계 그 자체로 여겨졌는데, 신들과 세계의 모든 것들이 그의 살로 만들어지거나, 그의 영혼으로 만들어진 것으로 생각되었다.

## 신화

### 헬리오폴리스 신화
헬리오폴리스 신화에서 아툼은 스스로를 창조한 최초의 신으로 나오며, 언덕 위에 앉아 (혹은 언덕 그 자체로 나오기도 한다.) 원시의 바다 속에서 솟아오른 것으로 묘사된다. 초기 이집트 신화들은 그가 자위를 해서 사정하면서 나온 정액으로 공기의 신 '슈'와 습기의 신 '테프누트'를 만들어냈다고 한다, 이는 아툼이 남성과 함께 여성의 면도 동시에 가지고 있음을 보여준다.

### 고왕국 시대
고왕국 시대 이집트인들은 아툼이 그들의 왕을 무덤에서 하늘로 데리고 올라간다고 믿었다. 아툼은 태양신으로 숭배받기도 하였는데, 특히 '케프리'와 '라'가 아침과 정오의 태양을 상징하는 신이었다면, 아툼은 저녁의 태양을 상징하는 신으로 많이 숭배되었다.

### 사자의 서
사자의 서'에 따르면 아툼은 뱀의 형상을 띠고 혼돈의 바다 속에서 솟아나왔다고 전해지기도 하는데, 이는 뱀이 허물을 벗으며 끊임없이 새로워진다고 믿었던 이집트인들의 생각이 반영된 것으로 보인다.

## 다른 신과의 관계
아툼은 스스로 혼돈 속에서 솟아오른 신으로, 이집트 신화의 첫 세대의 신들을 창조한 신이다. 그는 재채기 등 다양한 방법으로 공기의 신 '슈', 습기의 신 '테프누트' 등의 신들을 만들어냈다. 슈와 테프누트는 곧 자신들을 둘러싸고 있는 혼돈에 의문을 가졌고, 이를 풀기 위해 여행을 떠나고 돌아오지 않았다. 이에 걱정이 된 아툼은 '라의 눈'을 보냈고, 자식들이 돌아왔을 때 흘린 안도의 눈물 속에서 첫 인간이 태어났다고 전해진다.

## 외모
아툼은 종종 파라오의 상징이었던 흰색과 붉은색의 이중관을 쓴 남성으로 묘사된다. 가끔씩, 뱀의 형상으로 묘사될 때도 있으며, 그 외에도 뭉구스, 사자, 황소 등으로 표현되기도 한다.

## 숭배
아툼에 대한 숭배는 주로 헬리오폴리스에서 이루어졌고, 후대에 아툼이 태양신 '라'에 흡수되는 경향을 띠며 주로 라에 대한 숭배가 주류를 이루었다.

## 같이 보기
- 피라미디온
- 벤벤 - 기원전 1840년경에 조성된 피닉스(불사조) 사원 아메넴헤트 3세의 피라미드 꼭대기에 있는 소형 피라미드 형상